# Rebelión Tseltal de 1712
La Rebelión Tzeltal de 1712 o Rebelión de Canuc fue un conflicto militar que se desarrolló en Chiapas, Nueva España. Es recordada como una de las más violentas. Durante la misma se desarrolló la Batalla de Huixtán, Batalla de Ciudad Real, la Toma de Oxchuc y la Toma de Canuc. Tomaron parte en la misma Nicolás de Segovia y Toribio de Cosío. Las tropas españolas suprimieron la rebelión al año siguiente.